# Yorkshire, Virginia
Yorkshire är en så kallad census-designated place i Prince William County i Virginia. Vid 2010 års folkräkning hade Yorkshire 7 541 invånare.